# نسخ (إسلام)
في الإسلام، النسخُ هو رفع حكمٍ شرعيٍّ سابق، بدليلٍ شرعيٍّ مُتأخرٍ عنه في زمن نزول الوحي. لا يصدرُ النسخ إلا بأمر من الله وحكمه، فله أن يأمر عباده بما شاء، ثم ينسخ ذلك الحكم، أي: يرفعه ويزيله. لا يكون النسخ إلا بمصدرَي التشريع الأساسيين في الإسلام: القرآن أو الحديث. ترى أغلب طوائف المسلمين بثبوت النسخ في مواضع مخصوصة من القرآن والحديث. ولذا فالنسخ يُدرج من ضمن علوم القرآن التي تدرس الآيات والأحاديث الناسخة والمنسوخة، وعلم أصول الفقه الذي يدرس أحكام النسخ. وللنسخ بحوث علمية، مفصلة ضمن علم أصول الفقه. أول من بينها الشافعي في كتابه الرسالة.

## التعريف
للنسخ في اللغة معنيان هما:
1. النسخ بمعنى: «الرفع والإزالة» يقال: نسخت الشمس الظل إذا أزالته ورفعته.
2. النسخ بمعنى: «النقل» يقال: نسخت الكتاب إذا نقلت ما فيه. ومنه: المناسخة في المواريث.

النسخ بالمعنى الإصطلاحي: «رفع الحكم الشرعي بدليل شرعي متأخر عنه»، أي: أن النسخ لا يقع إلا في الأحكام الشرعية ولا نسخ إلا بحكم شرعي.

## أدلة ثبوته
ثبت النسخ في الشرع الإسلامي بأدلة شرعية، من الآيات القرآنية، والأحاديث النبوية، مثل: ﴿مَا نَنْسَخْ مِنْ آيَةٍ أَوْ نُنْسِهَا نَأْتِ بِخَيْرٍ مِنْهَا أَوْ مِثْلِها﴾
| 'قال الله تعالى: ﴿مَا نَنْسَخْ مِنْ آيَةٍ أَوْ نُنْسِهَا نَأْتِ بِخَيْرٍ مِنْهَا أَوْ مِثْلِهَا أَلَمْ تَعْلَمْ أَنَّ اللَّهَ عَلَى كُلِّ شَيْءٍ قَدِيرٌ ۝١٠٦ أَلَمْ تَعْلَمْ أَنَّ اللَّهَ لَهُ مُلْكُ السَّمَاوَاتِ وَالْأَرْضِ وَمَا لَكُمْ مِنْ دُونِ اللَّهِ مِنْ وَلِيٍّ وَلَا نَصِيرٍ ۝١٠٧﴾ -(سورة البقرة: 106-107)- ' |

## أمثلة
عند إجراء الطبيب عملية لمريض يمنعه من أكل الأطعمة الدسمة بعد العملية، ثم يقول له لاحقًا كل ما بدا لك، فأمر الطبيب قد نسخ أمره السابق بحرمة الأطعمة الدسمة بعد العملية وجعلها مسموحة، وهذا مثال توضيحي لفهم النسخ
- مثال: زيارة القبور

أول الأمر كان العرب أمة تعظم الأصنام وتعبدها ويعبدون قبور الصالحين، فحرم رسول الله زيارة القبور بأمر الله لئلا يعودوا إلى عاداتهم، ثم لما ثبت الأمر بالمسلمين ومكن الله الإسلام والتوحيد في قلوبهم قال لهم رسول الله صلى الله عليه وسلم: «كنت قد نهيتكم عن زيارة القبور ألا فزوروها فإنها تذكر الموت».

### النسخ في القرآن
النسخ في القرآن، يأتي في الرسم بمعنى: «اللفظ»، وفي الحكم بمعنى: ما دل عليه اللفظ. فالرسم إما أن يكون مما تواتر نقله، وهو: ما أمر الصحابة بتدوينه وجمعه، وهو المتفق على قرآنيته. وإما أن يكون مما لم يؤمر الصحابة بتدوينه وجمعه، هو: المنسوخ أو المنسأ.
ومن أمثلة الآيات المنسوخة: ﴿ يَا أَيُّهَا الَّذِينَ آمَنُواْ اتَّقُواْ اللّهَ حَقَّ تُقَاتِهِ﴾ وهي منسوخه بالآية ﴿فَاتَّقُوا اللَّهَ مَا اسْتَطَعْتُمْ﴾. وهناك نسخ القرآن بالقرآن، ونسخ السنة بالقرآن، ونسخ السنة بالسنة.

### النسخ في السنة النبوية
النسخ في السنة النبوية هو: «نسخ السنة بالسنة» في عدة أحاديث وردت عن نبي الإسلام محمد بن عبد الله صلى الله عليه وسلم، وتتضمن نسخ الأحكام التي كان قد أقرها فيما قبل مثل السماح بزيارة القبور بعد منع زيارتها. ومثل تحريم زواج المتعة بعد إباحته عند المسلمين، خلافا لبعض علماء الشيعة القائلين بعدم النسخ. وقد حكى النووي: الإجماع على تحريم زواج المتعة.

## مجال النسخ
مجال النسخ هو الأوامر والنواهي الشرعية فحسب، أما الاعتقادات، والأخلاق، وأصول العبادات، والأخبار الصريحة التي ليس فيها معنى الأمر والنهي، فلا يدخلها النسخ بحال. النسخ يتعلق بالأحكام لأن لها ارتباط بأمور زمنية وأحوال محددة، أما الأخبار ومسائل العقائد فهي لا تتغير، وقد جاءت العقائد السماوية كافة بتقرير عقيدة واحدة هي عقيدة إفراد الله بالعبودية، وترك عبادة ما سواه، فجميع الرسل نادوا في قومهم: 《أن اعبدوا الله ما لكم من إله غيره》، (المؤمنون: 32).
إلا أن أحكام الشرائع اختلفت من شريعة لأخرى، ذكر القرآن: قال الله تعالى: ﴿وَأَنْزَلْنَا إِلَيْكَ الْكِتَابَ بِالْحَقِّ مُصَدِّقًا لِمَا بَيْنَ يَدَيْهِ مِنَ الْكِتَابِ وَمُهَيْمِنًا عَلَيْهِ فَاحْكُمْ بَيْنَهُمْ بِمَا أَنْزَلَ اللَّهُ وَلَا تَتَّبِعْ أَهْوَاءَهُمْ عَمَّا جَاءَكَ مِنَ الْحَقِّ لِكُلٍّ جَعَلْنَا مِنْكُمْ شِرْعَةً وَمِنْهَاجًا وَلَوْ شَاءَ اللَّهُ لَجَعَلَكُمْ أُمَّةً وَاحِدَةً وَلَكِنْ لِيَبْلُوَكُمْ فِي مَا آتَاكُمْ فَاسْتَبِقُوا الْخَيْرَاتِ إِلَى اللَّهِ مَرْجِعُكُمْ جَمِيعًا فَيُنَبِّئُكُمْ بِمَا كُنْتُمْ فِيهِ تَخْتَلِفُونَ ۝٤٨﴾ [المائدة:48] وجاءت شريعة الإسلام باعتبارها آخر الشرائع وفقا للأدلة الشرعية؛ ناسخة لما سبقها من الشرائع، ومهيمنة عليها كما ذكر القرآن: ﴿وَأَنزَلْنَا إِلَيْكَ الْكِتَابَ بِالْحَقِّ مُصَدِّقاً لِّمَا بَيْنَ يَدَيْهِ مِنَ الْكِتَابِ وَمُهَيْمِناً عَلَيْهِ﴾، (المائدة: 48)، واقتضت حكمة الله سبحانه أن يشرع أحكامًا لحكمة يعلمها، ثم ينسخها لحكمة أيضًا تستدعي ذلك النسخ، إلى أن استقرت أحكام الشريعة أخيراً، وأتم الله دينه، كما أخبر الله تعالى بقوله: ﴿اليوم أكملت لكم دينكم﴾ (المائدة: 3). وقد بحث العلماء الناسخ والمنسوخ ضمن أبحاث علوم القرآن، وأفرده بعضهم بالكتابة.